# Nederlandse kampioenschappen roeien grote boten
De Nederlandse kampioenschappen roeien grote boten is een nationale roeiwedstrijd, jaarlijks georganiseerd door de KNRB.

## Edities
| Jaar | Plaats      | Locatie                  | Naam                                                        | Data           | Organiserende verenigingen       | Link |
| ---- | ----------- | ------------------------ | ----------------------------------------------------------- | -------------- | -------------------------------- | ---- |
| 2025 | Zevenhuizen | Willem-Alexander Baan    | Nortwave regatta / NK Groot voor senioren                   | 24-25 mei      | Asopos de Vliet                  |      |
| 2024 |             |                          |                                                             |                |                                  |      |
| 2023 | Zevenhuizen | Willem-Alexander Baan    | Nortwave regatta / NK Groot voor senioren                   | 10-11 juni     | Asopos de Vliet                  |      |
| 2022 | Amstelveen  | Bosbaan                  | Koninklijke - Holland Beker / NK Groot voor senioren        | 25-26 juni     | HBWV/Maas/Skøll/Koninklijke/KNRB |      |
| 2021 | Amstelveen  | Bosbaan                  | Koninklijke - Holland Beker / NK Groot voor senioren        | 26-27 juni     | HBWV/Maas/Skøll/Koninklijke/KNRB |      |
| 2020 |             |                          |                                                             |                |                                  |      |
| 2019 | Zevenhuizen | Willem-Alexander Baan    | Damen Raceroei Regatta / Aegon Open NK-Groot 2019           | 15-16 juni     | Laga                             |      |
| 2018 | Amstelveen  | Bosbaan                  | Aegon Koninklijke - Holland Beker / Aegon Open NK           | 30 juni-1 juli | HBWV/Maas/Skøll/Koninklijke      |      |
| 2017 | Amstelveen  | Bosbaan                  | Aegon Koninklijke - Holland Beker / Aegon Open NK           | 24-25 juni     | HBWV/Maas/Skøll/Koninklijke/KNRB |      |
| 2015 | Amstelveen  | Bosbaan                  | ARB / Aegon NK 2015                                         | 6-7 juni       | ARB                              |      |
| 2014 | Amstelveen  | Bosbaan                  | ARB / Aegon NK 2014                                         | 7-8 juni       | ARB                              |      |
| 2013 | Amstelveen  | Bosbaan                  | ARB / Aegon NK 2013                                         | 8-9 juni       | ARB                              |      |
| 2012 | Amstelveen  | Bosbaan                  | Hollandia Roeiwedstrijden/Aegon NK Roeien                   | 21-22 april    | Hollandia/Njord/Triton           |      |
| 2011 | Amstelveen  | Bosbaan                  | Nationale Roeiwedstrijden ARB/ NK Groot                     | 4-6 juni       | ARB                              |      |
| 2010 | Amstelveen  | Bosbaan                  | Nationale Roeiwedstrijden ARB/ NK Groot                     | 5-6 juni       | ARB                              |      |
| 2009 | Amstelveen  | Bosbaan                  | Nationale Roeiwedstrijden ARB/ NK Groot                     | 6-7 juni       | ARB                              |      |
|      |             |                          |                                                             |                |                                  |      |
| 2007 | Amstelveen  | Bosbaan                  | Nationale Roeiwedstrijden ARB/ NK Grote Nummers             | 9-6 juni       | ARB/KNRB                         |      |
| 2006 | Amstelveen  | Bosbaan                  | Hollandia Roeiwedstrijden - Nationale Kampioenschappen 2006 | 3-4 juni       | Hollandia/KNRB/Triton            |      |
| 2005 | Groningen   | Watersportbaan Groningen | Internationale Martini Regatta - Nationale Kampioenschappen | 4-6 juni       | Groninger Roeibond/KNRB          |      |
|      |             |                          |                                                             |                |                                  |      |
| 2003 | Amstelveen  | Bosbaan                  | Nationale Roeiwedstrijden ARB / Nationale Kampioenschappen  | 7-8 juni       | ARB/KNRB                         |      |
| 2002 |             |                          | Hollandia Roeiwedstrijden 2002 / NK                         | 1-6 juni       | Hollandia                        |      |

Olympische Zomerspelen ·
Wereldkampioenschappen ·
Europese kampioenschappen ·
Belgische kampioenschappen ·
Nederlandse kampioenschappen groot  ·
Nederlandse kampioenschappen klein
Wereldbeker

Junioren en beloften

Wereldkampioenschappen onder 23 · Wereldkampioenschappen junioren